# The Smiths
The Smiths va ser un grup britànic de rock alternatiu actiu des de 1982 fins a 1987. El grup estava basat en el tàndem de compositors format per Morrissey i Johnny Marr. Van publicar la majoria dels seus àlbums sota el segell independent Rough Trade Records. El grup va vendre molts àlbums al Regne Unit (tot i que només va tenir dos senzills al top 10 britànic), i donat que van ser un dels grups de rock alternatiu britànic amb més èxit, ha tingut una gran influència en l'escena indie britànica posterior, incloent-hi el moviment Britpop i bandes com ara The Stone Roses, Belle and Sebastian, Radiohead, Blur, Suede, Oasis, The Libertines, o Doves. En aquell moment, el grup va ser particularment notori per dues coses: les lletres inusuals, iròniques i controvertides de Morrissey i la música de Marr, que va ajudar que la guitarra tornara a cobrar protagonisme a les llistes de vendes. El grup va publicar quatre àlbums d'estudi i diversos recopilatoris en menys de cinc anys, així com nombrosos senzills.
Tot i que no van gaudir d'èxit comercial fora del Regne Unit durant la seua existència, durant els darrers anys del segle xx van augmentar notablement llur popularitat a tot el món occidental.

## Història
El grup va ser format el 1982 per dos residents a Manchester. Morrissey (Steven Patrick Morrissey és el seu nom complet, però mai ha utilitzat els seus noms de pila) era un escriptor a l'atur, fan de New York Dolls. Havia estat durant un breu període a la banda de punk rock The Nosebleeds. Johnny Marr (John Maher era el seu nom autèntic, però el va canviar per evitar la confusió amb el bateria de Buzzcocks) era un guitarrista molt hàbil amb un talent per a la composició que va utilitzar durant tota la carrera del grup per a posar música les lletres de Morrissey. Mike Joyce va ser reclutat com a bateria després d'una breu audició. Dale Hibbert tocava el baix inicialment, i va proporcionar al grup l'estudi (on ell treballava d'enginyer) per a gravar la seua primera maqueta. Tot i això, l'amic de Marr Andy Rourke el va substituir després de dos concerts. Marr i Rourke ja havien treballat junts anteriorment a The Paris Valentinos amb Kevin Kennedy, qui després participaria en la sèrie de gran èxit al Regne Unit Coronation Street fent el paper de Curly Watts.
L'origen del nom de la banda és desconegut. Sembla que va començar com una reacció contra noms de bandes que ells consideraven rimbombants i pedants, com ara Orchestral Manoeuvres in the Dark i Depeche Mode. El nom també podria haver sigut un tribut a Patti Smith, una de les artistes favorites de Morrissey. Una altra teoria diu que el nom seria una forma de donar-li a la banda un nom típicament anglés, el que seria irònic donant que Morrisey, Maher, Rourke i Joyce són tots cognoms d'origen irlandés. Tot i això, Morrissey va dir a una entrevista el 1984: «vaig decidir anomenar la banda The Smiths perquè era el nom més comú, i crec que ja és hora que la gent normal del món mostrin les seves cares.» La banda també va considerar, abans de quedar-se amb el seu nom definitiu, altres noms com ara «Smiths Family» i «Smithdom».
Una vegada havien signat el contracte amb la discogràfica independent Rough Trade Records, el 13 de maig de 1983 van publicar el seu primer senzill, «Hand in Glove». El disc, com tots el que el van seguir, va estar molt publicitat pel locutor de ràdio John Peel, però no va arribar a les llistes. Els següents, «This Charming Man» i «What Difference Does It Make?» van anar millor, ajudats per Peel i David Jensen a la BBC i per la premsa musical en general. The Smiths van començar a tenir un grup fidel de seguidors (de fet, en l'actualitat Morrissey encara té una legió de seguidors que l'han convertit en un «artista de culte»). Les lletres de Morrissey superficialment depriments, estaven sovint plenes d'humor mordaç (com va dir Peel, «una de les poques bandes que podien fer-me riure»), i les seues històries d'amor i alienació van trobar la seua audiència ideal entre una part de la cultura juvenil, avorrida de les ubiqües bandes electròniques que dominaven les llistes. Morrissey escrivia sobre coses quotidianes, estament socials, i en general qualsevol cosa com la mort, el vegetarianisme, l'escena musical anglesa, el sentiment de ser rebutjat,...
El grup tenia un estil visual molt distintiu: les portades eren imatges d'estrelles del pop i el cinema, habitualment en dos colors (una banda que ha utilitzat aquest estil, potser com a tribut, ha sigut Belle and Sebastian), dissenyades per Morrissey i pel coordinador d'art de la discogràfica, Jo Slee. Les portades dels senzills rarament tenien cap altre text que no fos el nom de la banda, i la banda mai apareixia a la portada (tot i que Morrissey va aparèixer en una portada alternativa de «What Difference Does It Make?», copiant la postura del subjecte original, Terence Stamp, després que aquest denegara el permís per utilitzar la imatge). Les «estrelles» eren una idicació dels interessos de Morrissey: figures cinematogràfiques de cult (Stamp, Jean Marais, Joe Dallesandro, James Dean), o de la cultura britànica dels anys 60 (Viv Nicholson, Pat Phoenix, Yootha Joyce, Shelagh Delaney), o imatges de models desconegudes extretes de pel·lícules o revistes antigues. En contrast amb l'obsessió dels anys 80 per la moda exòtica, exemplificada pels nous romàntics com ara Spandau Ballet o Duran Duran i revistes com The Face o i-D, el grup vestia roba normal (texans i samarretes), que reflectien la tornada a la senzillesa de la seua música. Morrissey ocasionalment usava alguns objectes, com ara un audífon (ajudant una fan de la banda que tenia vergonya de portar-ne un) ulleres grosses (com les que proporcionava la sanitat pública) i, característicament, rams de flors (apegats sovint a la part de darrere dels seus pantalons, habitualment lliris).

### The Smiths
El febrer de 1984 la seua audiència era prou gran com per a llançar el tan esperat àlbum de debut (que rebia el nom de la banda) i portar-lo al número dos de les llistes britàniques. Era un àlbum trist, com exemplificaven els títols de les cançons: «Still Ill» («Encara malalt») o «Suffer Little Children» («Patiu nens petits») ; l'última referint-se a uns assassinats que havien conmocionat el Regne Unit durant els anys 60.
També eren evidents les estudiades referències de Morrissey a icones de la literatura i la cultura pop. El reconeixement als seus ídols (sobretot a Alain Delon, James Dean i Oscar Wilde) a les entrevistes, així com algunes referències més subtils (el títol de la cançó «Pretty Girls Make Graves», per exemple, està agafat de Jack Kerouac) van impulsar una tendència cap a la literatura entre els seus fans, que ja des del principi tenien fama de rates de biblioteca. Tant «Reel Around the Fountain» com «The Hand That Rocks the Cradle» van trobar controvèrsia, ja que es va sopitar que tractaven sobre la pedofília. A més, «Suffer Little Children» va causar un escàndol després que l'avi d'un dels nens assassinats la sentira a un pub. En lloc d'escandalosa, la cançó és en realitat empàtica amb els nens i va portar a Morrissey a establir una amistat amb Ann West, la mare de la víctima Lesley Ann Downey, que es menciona a la cançó.
Poc després de la publicació de l'àlbum, l'ídol de Morrissey Sandie Shaw va gravar «Hand in Glove»/«I Don't Owe You Anything,» acompanyat per Marr, Rourke i Joyce. L'èxit del senzill va fer que la banda tocara descalça (una característica de Shaw) al programa de televisió Top of the Pops.
1984 també va veure la publicació d'un parell de senzills no extrets de l'àlbum: «Heaven Knows I'm Miserable Now» (el primer de la banda a arribar al top 10, el títol parodia un èxit de Sandie Show anomenat «Heaven Knows I'm Missing Him Now»), i «William, It Was Really Nothing» (que, segons es creu popularment, tracta sobre l'amic de Morrissey Billy Mackenzie, cantant de The Associates i que portava com a cara B una de les cançons més conegudes de la banda, «How soon is now?») .
L'any va acabar amb l'àlbum recopilatori Hatful of Hollow. Aquest recopilava senzills, cares B, i les cançons gravades pels programes de Peel i Jensen. Aquestes versions en directe són considerades per molts (incloent-hi la banda) com superiors a les gravades en estudi.

### Meat Is Murder
A principis de 1985 la banda va publicar el seu segon àlbum, Meat Is Murder. Aquest àlbum era molt més estrident i polític que el seu predecessor, incloent-hi l'apologia del vegetarianisme que feia la cançó que donava títol a l'àlbum (literalment «la carn és un assassinat», de fet, Morrissey va prohibir a la resta del grup ser fotografiats menjant carn), el republicanisme de «Nowhere Fast», i la crítica als càstigs corporals de «The Headmaster Ritual» i «Barbarism Begins at Home». A més, la banda va ser musicalment molt més arriscada, amb Marr afegint frases de rockabilly a «Rusholme Ruffians» i Rourke tocant un solo de baix molt funky a «Barbarism Begins at Home.» L'àlbum va estar precedit de la reedició de la cara B «How Soon is Now?» com a senzill, i tot i que la cançó no estava l'LP original, va ser afegida a edicions posteriors. Meat Is Murder va ser l'únic àlbum de la banda que va arribar al número 1 de les llistes britàniques.
A més de publicar un àlbum més polític que l'anterior, Morrissey també va endurir el to polític de les seues declaracions a entrevistes, causant major controvèrsia. Entre els seus objectius estaven l'administració Thatcher, la monarquia i Band Aid, del que Morrissey va dir «es pot estar molt preocupat per la gent d'Etiòpia, però infligir tortura diàriament a la gent d'Anglaterra és una altra cosa».
El següent senzill, «Shakespeare's Sister» (no extret de l'àlbum) no va tenir gaire èxit en termes de vendes, ni tampoc el senzill extret de l'àlbum, «That Joke Isn't Funny Anymore». Molts el van considerar una elecció estranya com a senzill, amb una guitarra del revés i la manca d'una tornada identificable. Les llistes de vendes ho van reflectir, ja que pràcticament ni va arribar al top 50. El senzill de setembre de 1985, «The Boy With The Thorn In His Side», això no obstant, era una indicació de què venien coses més grans.

### The Queen Is Dead
Durant el 1985 la banda va fer gires esgotadores pel Regne Unit i els EUA mentre gravava el seu seüent àlbum d'estudi, The Queen Is Dead, publicat el juny de 1986 poc després del senzill «Bigmouth Strikes Again». Una mescla típica de les lletres corrosives de la banda («Never Had No One Ever» pareixia jugar amb els estereotips de la banda), l'humor més sec («Frankly, Mr. Shankly» era suposadament un missatge al cap de Rough Trade, Geoff Travis, disfressada com una carta de dimissió d'un treballador al seu superior) i un cert nombre de cançons que sintetitzaven els dos costats («There Is a Light That Never Goes Out» and «Cemetry Gates») ; el disc va arribar al número dos de les llistes britàniques, i avui en dia es considera generalment el seu millor treball. El 1989, la revista Spin va triar The Queen Is Dead com el número 1 de la llista de «els millors àlbums que mai s'han fet». A partir de llavors, totes les llistes d'àlbums que s'han fet dins de la premsa musical acostumen a tenir aquest disc entre els 10 primers. El juny de 2006, la revista NME fins i tot va dedicar-hi tot un número, per celebrar els 20 anys de la seua publicació.
No obstant això, no tot anava bé al grup. Una disputa legal amb Rough Trade va endarrerir l'àlbum uns nou mesos (el novembre de 1985 ja estava acabat) i Marr començava a sentir la pressió de l'atapeïda agenda de la banda. Més tard va dir a NME: «Estava extremadament malalt. Quan la gira va acabar tot s'estava tornant una mica... perillós. Simplement estava bevent més del que podia aguantar.» Mentrestant, Rourke va ser acomiadat de la banda a principis de 1986 pels seus problemes amb l'heroïna. Va rebre la notícia mitjançant un pòstit apegat al vidre del seu cotxe on deia «Andy, has deixat The Smiths. Adeu i bona sort. Morrissey.» Va ser substituït temporalment per Craig Gannon però es va reincorporar poc temps després. Gannon es va quedar i es va passar a la guitarra rítmica. Aquest quintet va gravar els senzills «Panic» i «Ask» (amb Kirsty McColl fent veus d'acompanyament), i va fer la gira britànica. Quan aquesta gira va acabar, l'octubre de 1986, Gannon va ser acomiadat.

### Strangeways, Here We Come
1987 va començar bé, publicant a principis d'any el senzill «Shoplifters of the world unite» («Lladres del món, uniu-vos»). El senzill, tot i el seu èxit a les llistes, va despertar controvèrsia i preocupació entre els pares, que pensaven que la cançó podia induir als seus fills a robar. Aquest senzill va estar seguit d'una segona recopilació, The World Won't Listen (el títol feia referència a l'amargura de Morrissey per no arribar a l'èxit comercial, i significava «El món no escoltarà», tot i que irònicament l'àlbum va arribar al número 2 de les llistes), i el senzill «Sheila Take a Bow», el segon (i últim) de la banda en arribar al top 10 britànic. Es va publicar una altra recopilació, Louder Than Bombs, pel mercat americà.
Tot i el seu èxit, les diferències personals dins de la banda (incloent-hi la tensa relació entre Morrissey i Marr) van portar a la banda a la vora de la separació, fins al punt que quan es va publicar Strangeways, Here We Come (que rebia el seu nom de la presó de Strangeways, a Manchester), el setembre de 1987, la banda havia deixat d'existir.
El trencament de la relació es va atribuir sobretot al fet que Morrissey es va enfadar pel treball de Marr amb altres artistes, i Marr estava fart de la inflexibilitat musical de Morrissey. Marr odiava en especial l'obsessió de Morrissey per versionar artistes dels anys 60 com Twinkle i Cilla Black. Referint-se a les cançons gravades a l'última sessió de la banda, Marr va dir: «Vaig escriure «I keep mine hidden», però vaig odiar «Work is a four letter word». Va ser el que em faltava per fartar-me. No vaig formar una banda per a tocar cançons de Cilla Black.»
Strangeways va arribar al número dos de les llistes britàniques però va ser un èxit menor als EUA. La pista «Paint a Vulgar Picture» va acabar sent profètica de la forma com les seues cançons serien reeditades en innumerables recopilacions. L'àlbum va tindre una acollida tèbia entre els crítics, però els 4 membres el recorden com al seu favorit. Es van publicar un parell més de senzills amb cançons en directe i rareses com a cares B, i l'any següent l'àlbum en directe Rank (gravat el 1986 mentre Gannon estava a la banda) va repetir l'èxit a les llistes britàniques dels anteriors àlbums.

### Carreres després de la separació
Després de la separació del grup Morrissey va començar a treballar immediatament en un àlbum en solitari, col·laborant amb el productor de Strangeways... Stephen Street i el guitarrista de Manchester Vini Reilly. L'àlbum resultant, Viva Hate (en referència al final de The Smiths) es va publicar sis mesos després, arribant al número 1 de les llistes britàniques. Des de llavors, Morrissey continua tocant i gravant en solitari.
Johnny Marr va retornar a l'escena musical quan, amb Bernard Sumner (de New Order) i Neil Tennant (de Pet Shop Boys) van formar el supergrup Electronic. Electronic va publicar tres àlbums durant la dècada següent. També va ser membre de The The, amb els quals va gravar dos àlbums entre 1989 i 1993. L'any 2000 va començar una altra banda, Johnny Marr and the Healers, amb un èxit moderat, i col·laboraria posteriorment a l'àlbum d'Oasis Heathen Chemistry. A més, ha treballat com a productor.
Andy Rourke i Mike Joyce han continuat treballant plegats, incloent-hi treball d'estudi per a Morrissey (1988-1989) i Sinéad O'Connor, així com treballs per separat. Rourke ha gravat i fet gires amb Proud Mary i actualment està formant un supergrup amb els baixistes Peter Hook (de New Order i Joy Division) i Gary Mounfield (de The Stone Roses i Primal Scream), anomenat Freebass.

### Problemes després de la ruptura
The Smiths es van reunir als jutjats el 1996 per a aclarir una demanda per drets d'autor que Joyce va interposar contra Morrissey i Marr, qui havien donat només el 10% dels drets de gravació a Joyce i Rourke (els drets de composició pertanyien a Morrissey i Marr, això no estava en discussió). Morrissey i Marr van al·legar que els altres dos sempre van estar d'acord amb el repartiment, però el jutge es va pronunciar a favor de Joyce, i va ordenar que se li pagara un milió de lliures en concepte de compensació i que rebera el 25% des de llavors. Donat que els drets dels Smiths portaven congelats dos anys, i els deutes estrenyien Joyce, aquest va decidir rebre una suma inferior i continuar rebent el seu 10%. Morrissey va ser descrit pel jutge com a «fals, truculent i poc fiable.» El cantant va dir posteriorment que «el judici va ser una mostra de la vida de The Smiths. Mike, parlant contínuament i sense dir res. Andy, incapaç de recordar el seu propi nom. Johnny, tractant de complaure tothom i, per tant, sense complaure ningú. I Morrissey sota l'abrasadora llum pública, sent borinat. 'Com t'atreveixes a tindre èxit?' 'Com t'atreveixes a continuar?' Per a mi, The Smiths van ser una cosa meravellosa, i Johnny ho va deixar, i Mike ho ha espatllat.». L'àlbum en solitari de Morrissey de 1997, Maladjusted, portava una cançó titulada «Sorrow Will Come in the End» que comentava el cas, i que va ser omesa a la versió britànica per por a les demandes. Morrissey (però no Marr) va apel·lar el veredicte, però no va tenir èxit.
Com a resultat d'aquest judici, una reunió dels Smiths semblava molt improbable, tot i la millora de les relacions entre Marr i Morrissey. Els dos havien dit en diverses ocasions que aquesta reunió mai tindria lloc. El 2005, un programa del canal de televisió musical VH1 ho va interntar, però sense èxit.

## Discografia
(entre parèntesis, l'any d'edició i el lloc a les llistes britàniques)

### Àlbums
- The Smiths (1984)
- Hatful of Hollow (1984)
- Meat Is Murder (1985)
- The Queen Is Dead (1986)
- The World Won't Listen (1987)
- Louder Than Bombs (1987)
- Strangeways, Here We Come (1987)
- Rank (1988)

### Senzills
- Hand in Glove (1983 #124)
- This Charming Man (1983 #25)
- What Difference Does It Make? (1983 #12)
- Heaven Knows I'm Miserable Now (1984 #10)
- William, It Was Really Nothing (1984 #17)
- How Soon Is Now? (1985 #24)
- Shakespeare's Sister (1985 #26)
- That Joke Isn't Funny Anymore (1985 #49)
- The Boy with the Thorn in His Side (1985 #23)
- Bigmouth Strikes Again (1986 #26)
- Panic (1986 #11)
- Ask (1986 #14)
- Shoplifters of the World Unite (1987 #12)
- Sheila Take a Bow (1987 #10)
- Girlfriend in a Coma (1987 #13)
- I Started Something I Couldn't Finish (1987 #23)
- Last Night I Dreamt Somebody Loved Me (1987 #30)
- There Is a Light That Never Goes Out (1992 [1986] #25)

#### Re-edicions
- «This Charming Man» (1992, original el 1983 #8)
- «How Soon Is Now?» (1992, original el 1984 #16)
- «Ask» (1995, original el 1986 #62)